# Ntabankulu Local Municipality
Ntabankulu (englisch Ntabankulu Local Municipality) ist eine Lokalgemeinde im Distrikt Alfred Nzo der südafrikanischen Provinz Ostkap. Der Sitz der Gemeinde befindet sich in Ntabankulu. Bürgermeisterin ist Priscilla Tsileng Sobuthongo.
Der Name stammt aus dem isiXhosa und bedeutet „großer Berg“, weil das Gemeindeterritorium von Gebirgszügen gekennzeichnet ist. 2011 kam die Gemeinde vom Distrikt OR Tambo zum Distrikt Alfred Nzo.

## Bevölkerung
Im Jahr 2011 hatte die Gemeinde 123.976 Einwohner. Davon waren 99,4 % schwarz. Erstsprache war zu 95,1 % isiXhosa und zu 1,4 % Englisch.